# Gemeindewald Erbstadt
Der Gemeindewald Erbstadt war eine Exklave und lag zeitweise sogar im Ausland.

## Lage
Der etwa 100 Hektar große Gemeindewald von Erbstadt liegt nordöstlich der Gemeinde in der Wetterau. Er stellt territorialgeschichtlich eine Besonderheit dar: Von Erbstadt aus ist und war der Gemeindewald immer nur mit einer Querung der Bönstädter Gemarkung zu erreichen. Bönstadt ist heute ein Stadtteil von Niddatal im benachbarten Wetteraukreis.

## Geschichte
Im späten Mittelalter und in der frühen Neuzeit war es verbreitet, dass sich eine Gemeinde oder ein Territorium aus verschiedenen, nicht zusammenhängenden Teilen zusammensetzte. Im Falle von Erbstadt befand sich zwischen dem Dorf und seinem Wald fremder Territorialbesitz. Beides – sowohl das Dorf als auch der Wald – gehörten zunächst zur Burg Windecken, die im Eigentum der Herren und späteren Grafen von Hanau stand. Damit gehörte Erbstadt zum Amt Windecken. 1561 kaufte Graf Philipp III. von Hanau-Münzenberg die benachbarte Kellerei Naumburg, das säkularisierte Kloster Naumburg. Dieser Kellerei ordnete er noch im gleichen Jahr das Dorf Erbstadt zu. Die Kellerei Naumburg – und damit auch Erbstadt – wurden 1643 seitens der Grafschaft Hanau an die Landgrafschaft Hessen-Kassel verpfändet. Grund dafür waren finanzielle Forderungen von Hessen-Kassel an die Grafschaft Hanau aus der Befreiung der Stadt Hanau durch Truppen der Landgrafschaft 1636. Das Pfand wurde nicht mehr ausgelöst. 1736, nach dem Tod des letzten Hanauer Grafen, Johann Reinhard III., fiel die gesamte Grafschaft Hanau-Münzenberg an Hessen-Kassel. 1803 wurde die Landgrafschaft Hessen-Kassel zum Kurfürstentum Hessen erhoben. Nach der Verwaltungsreform des Kurfürstentums Hessen von 1821, im Rahmen derer Kurhessen in vier Provinzen und 22 Kreise eingeteilt wurde, wurde Erbstadt dem neu gebildeten Kreis Hanau zugeordnet.
Der Gemeindewald lag nun als Exklave im Gebiet des Kreises Friedberg, der zunächst zum Großherzogtum, nach 1918 zum Volksstaat Hessen gehörte. Erbstadt und die Exklave seines Gemeindewaldes gehörten dagegen zum Landkreis Hanau und damit zunächst zum Kurfürstentum Hessen. Nach dem Krieg von 1866 annektierte das Königreich Preußen Kurhessen und damit auch Erbstadt und seinen Gemeindewald. Dieser lag nun als preußische „Insel“ in hessischem Gebiet. Mit dem Friedensvertrag vom 3. September 1866 zwischen dem Königreich Preußen und dem Großherzogtum Hessen wurden auch eine Reihe kleinerer Gebiete, Exklaven und Enklaven getauscht. Hinsichtlich des Gemeindewaldes von Erbstadt kam es aber nur zu einer „halben“ Lösung. Dessen nördliche Hälfte wurde an das Großherzogtum abgetreten und bildete als
„Erbstädter Domanialwald“ eine eigene selbständige Gemarkung. Der südliche, Erbstadt näher gelegene und nun verkleinerte Teil, blieb bei Preußen. Bis zur Gründung des Deutschen Reichs von 1871 war der Gemeindewald von Erbstadt aus weiter nur zu erreichen, indem ausländisches Staatsgebiet gequert wurde.
Mit der Gebietsreform in Hessen wurden der Wetteraukreis und der Main-Kinzig-Kreis geschaffen: Und wieder trennte eine Grenze die Gemeinde Erbstadt von ihrem Gemeindewald, der in der Gemarkung Bönstadt im Wetteraukreis zu liegen kam, während Erbstadt am 31. Dezember 1971 Stadtteil von Nidderau wurde und nun im Main-Kinzig-Kreis liegt. Der Unterschied zur historischen Situation ist allerdings, dass die ehemalige Exklave des Kreises Hanau nun zum Gebiet des Wetteraukreises gehört, ebenso wie die sie umgebenden Gemarkungen: Der Status als Exklave wurde damit beendet. Zivilrechtlich ist der Gemeindewald weiterhin Eigentum der Stadt Nidderau als Rechtsnachfolgerin der ehemaligen Gemeinde Erbstadt.